# NGC 4875
NGC 4875 (również PGC 44640) – galaktyka soczewkowata (S0), znajdująca się w gwiazdozbiorze Warkocza Bereniki. Odkrył ją Guillaume Bigourdan 16 maja 1885 roku.